# Centaurea tomorosii
Centaurea tomorosii — вид квіткових рослин родини айстрових (Asteraceae). Ареал: пд.-зх. Північна Македонія, північна Греція (біля кордону).

## Біоморфологічна характеристика
Це трав'янистий багаторічник здерев'янілий біля основи. Листки з нижньої сторони біло запушені, сегменти широкі. Квіткові голови циліндрично-яйцеподібні; квіточки від жовтих до дуже блідо-жовтих, майже білих. Придатки листочків обгортки чорнувато-бурі, трикутні, з прямовисними нижчими шипами, коротшими за бічні вії. Сім'янки запушені, з диморфним папусом, довжина якого вдвічі більша за сім'янку. Цвіте і плодоносить в липні.